# Bancozettel
Le Bancozettel (ou Banco-Zettel) qualifiait les premiers billets de banque apparus au XVIIIe siècle dans les principautés allemandes puis en Autriche.
Littéralement, Bancozettel signifie en allemand "billet de banque", Zettel renvoyant à un "petit morceau (ou bout) de papier".

## Allemagne
Contemporain du billet de monnoye français, un titre fiduciaire apparait à Cologne le 2 mars 1705 sous l'impulsion du prince Jean-Guillaume de Neubourg-Wittelsbach qui donne son aval à la création d'un établissement bancaire appelé Banco di gyro d'affrancatione, la première du genre en Allemagne. 
Son rôle était de permettre le rachat de crédits, autrement dit d'endosser (giro) les traites en instance, permettant ainsi de libérer (affrancation) leurs créanciers porteurs, lesquels reçoivent une partie en espèces et une autre, comme garantie, en Bancozettel. Du fait de la guerre de Succession d'Espagne, le contexte financier européen est, à cette époque, dramatique et le montant des dettes publiques et privées sensiblement alarmant. Les créanciers reçurent positivement cette décision et bientôt acceptèrent le principe du Bancozettel, portant à intérêt et transférable, et qui possédait donc certaines propriétés similaires au bon obligataire actuel. Il fallut attendre encore une année pour que les statuts bancaires fussent acceptés. Une première série de directives bancaires publiées le 5 mai 1706 met sur le marché une première tranche d'un montant de 106 000 thalers, remboursable sur dix ans, ce qui, intérêt compris, portait la somme à dix fois le nominal. La guerre en cours fut en partie responsable des difficultés ultérieures. En effet, le rachat des dettes, d'abord effectué par tranche, n'alla pas sans poser problème. Le Bancozettel portait une date d'échéance de sept ans, de sorte qu'en 1713, la banque de Cologne se trouva à court d'espèces. Le 27 juillet 1713, elle écrivit au prince qu'elle refusait d’honorer les Bancozettel en retard. Mais les plaintes s'accumulaient auprès des tribunaux, si bien que le 16 septembre, la Banque Palatine de Cologne déclara que le Bancozettel serait réescomptable ; que de nouveaux titres seraient émis en échange des anciens ; et qu'enfin on pourrait les accepter comme titre de paiement à l'instar d'une monnaie officielle. Cet événement, contemporain du système de Law français, vit les taux d'escompte pratiqués s'envoler suivant une fourchette comprise entre 30 et 40 %, or cette "prime de risque" fut en 1725 interdite par la Chambre impériale. 
En 1733, les comptes de l'établissement bancaire furent apurés : on découvrit que la masse d'intérêt perçue était plus importante que l'en-cours. Entre 1750 et 1777, tandis que d'autres audits pleuvaient sur la banque, le Bancozettel tomba progressivement à ⅓ de sa valeur initiale. La Banco di gyro d'affrancatione fut seulement liquidée en 1798.
Un seul exemplaire de Bancozettel allemand nous est parvenu à ce jour : il est conservé aux Archives nationales de Düsseldorf.

## Autriche

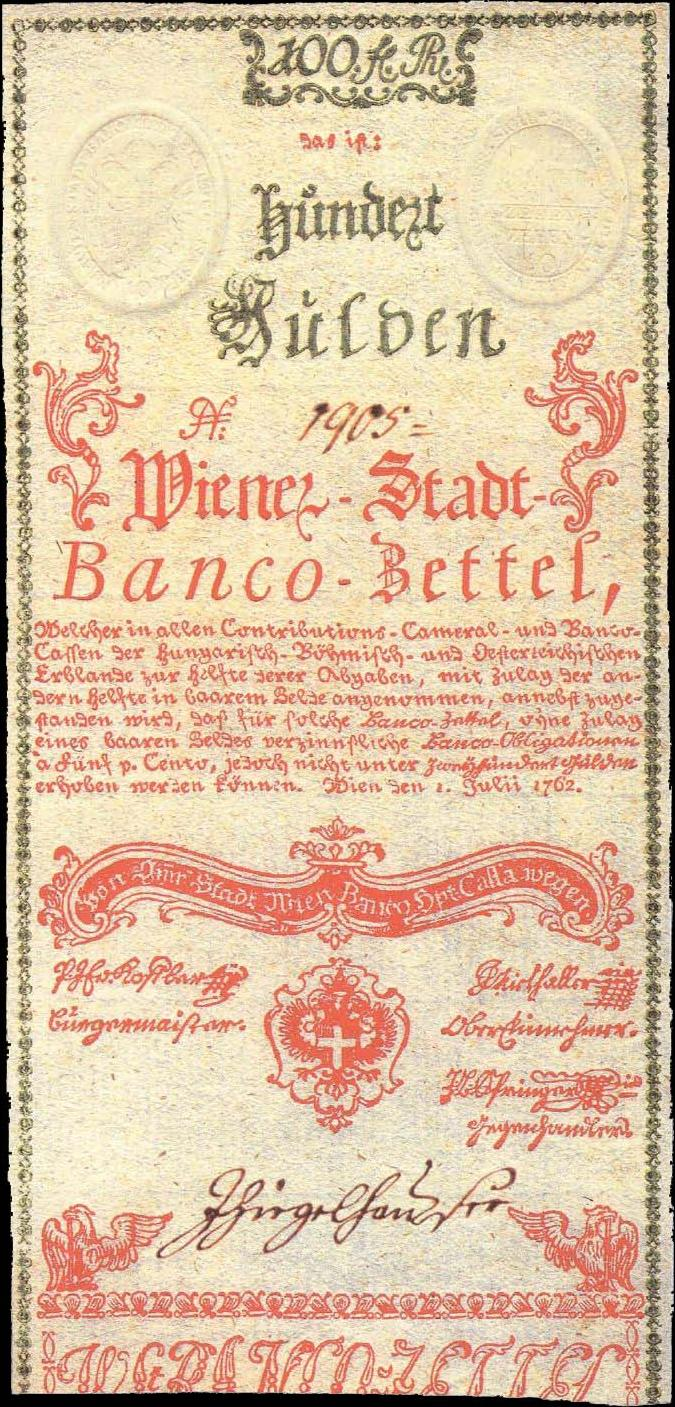
Banco-Zettel émis par la ville de Vienne d'un montant de 100 florins le 1er juillet 1762.

Le Bancozettel fut lancé en Autriche le 1er juillet 1762 et garanti par la Banque de la ville de Vienne (Wiener Stadtbanco), et est né peu après le contexte difficile de la guerre de Sept Ans alors que l’État autrichien était au bord de la faillite, avec une dette publique évaluée à 13 millions de florins. L’impératrice Marie-Thérèse donna son aval à ce nouvel instrument de crédit en 1761. La Banque de Vienne lança une émission à hauteur de 12 millions. La plupart des institutions d'alors les acceptèrent comme moyens de paiement. Le motif du billet est à l'origine une gravure sur métal ; l'estampe est imprimée sur un papier spécial, suivant deux passages de couleurs (noir et rouge) et comprend deux timbres à sec dans sa partie supérieure. Les billets de montants élevés sont imprimés principalement à l'encre rouge pour éviter la contrefaçon. Chaque coupon est signé et numéroté à la main.
Contrairement à l'expérience allemande, le Bancozettel autrichien ne portait pas à intérêt sur les montants inférieurs à 200 florins et pouvait servir à régler son passif d'impôt à raison de 50 % de la somme due. Entre 1762 et 1771, les premières coupures qui furent émises s'élevaient à 5, 10, 25 et 100 florins. Sur les billets d'un montant élevé le taux d'intérêt était limité à 5 %. Pour rassurer l'opinion, la Banque de Vienne n'hésita pas à brûler publiquement des Bancozettel retournés (c'est-à-dire déjà remboursés) : le succès fut immédiat et on les préféra même aux espèces en argent métal (sur lesquelles la prime n'était que de 2,5 %). 
De 1771 à 1785, le taux d'intérêt fut abaissé à 4 % et des coupures furent émises pour des montants de 500 et 1 000 florins. Durant les guerres napoléoniennes, les tirages augmentèrent de façon spectaculaire : les besoins annuels de l’État autrichien étaient passés à 573 millions de florins ! Le volume de Bancozettel émis en 1798 atteignit 76 millions de florins, puis en 1808, alors que les Français occupaient Vienne, la surchauffe économique fut manifeste et la flambée des prix à son comble. La faillite de la banque fut déclarée le 28 février 1811 ; peu avant, le Bancozettel s'échangeait à 1/5e de sa valeur nominale contre des « bons de rachat » qualifiés péjorativement de « monnaie viennoise ». Il fut mis un terme au système le 31 mai 1812 mais cette monnaie viennoise circula jusqu'en 1816, date à laquelle fut créée sur le modèle anglais et français, la Privilegirte oesterreichische National-Bank.